# Mausoleo di Hodja Abdi Darun
Il mausoleo di Hodja Abdi Darun è un mausoleo che si trova nella parte sud-est di Samarcanda, in Uzbekistan.
In realtà oltre al mausoleo vi è una moschea con una vasca (howz) al centro, e altri edifici religiosi. Hodja Abdi Darun era un religioso esperto di corano e di sharia che giunse qui dalla penisola araba nel IX secolo. Nel XII secolo vennero erette le prime costruzioni e nel XV secolo furono ricostruite.

## Galleria d'immagini

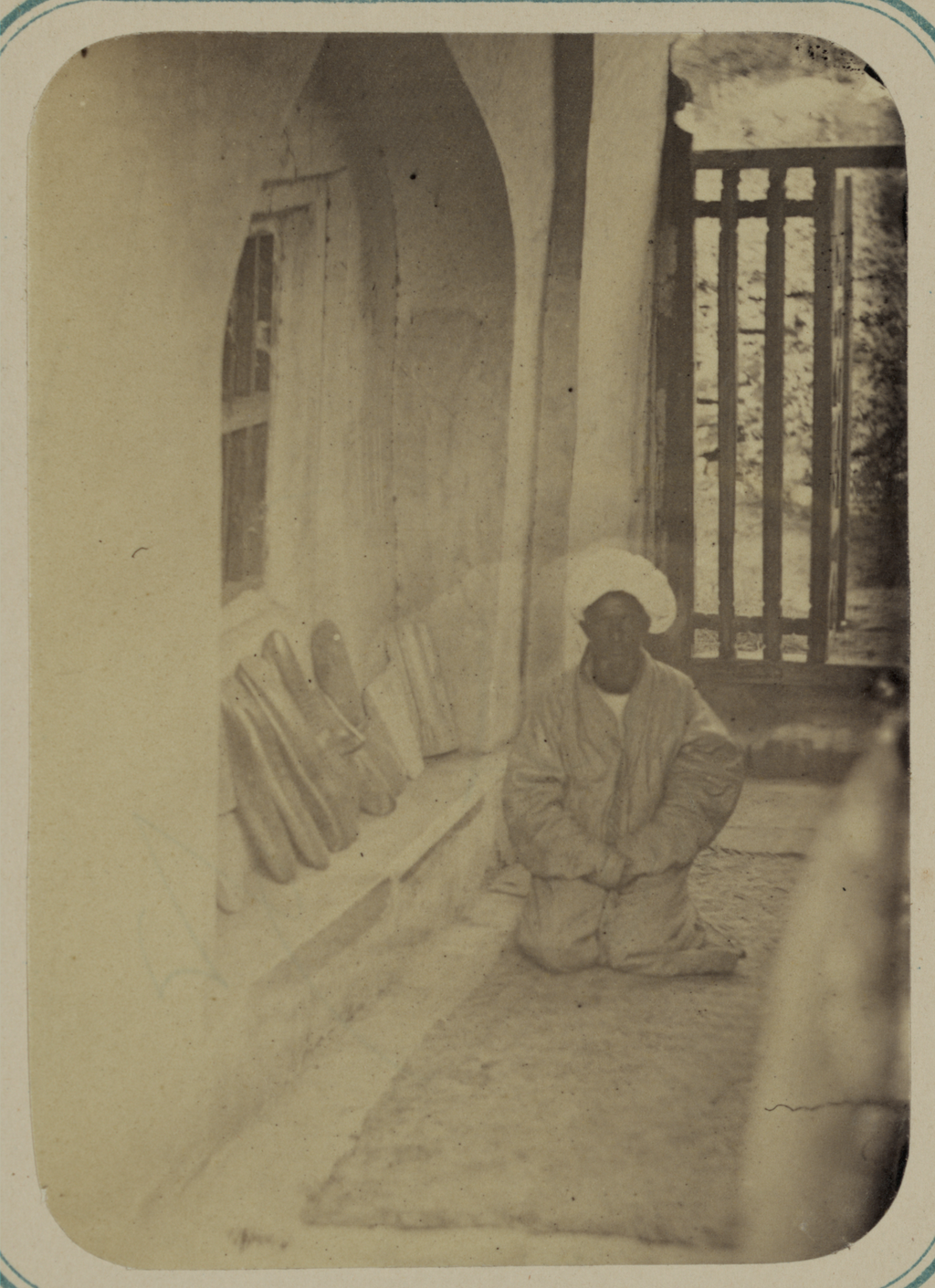
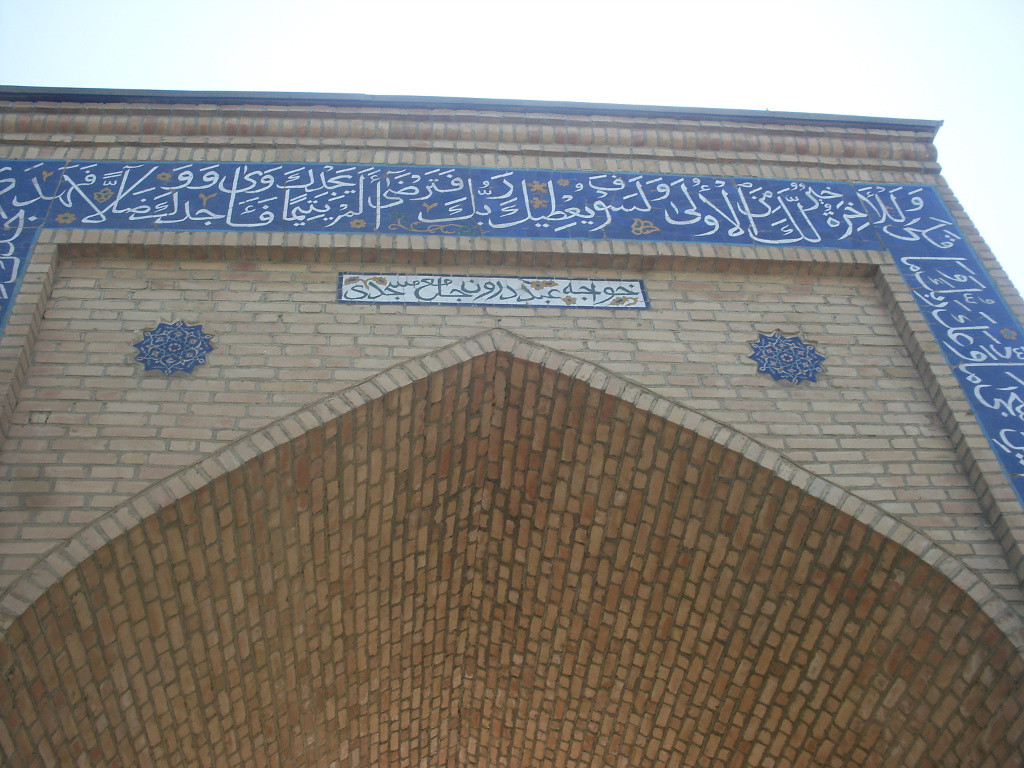
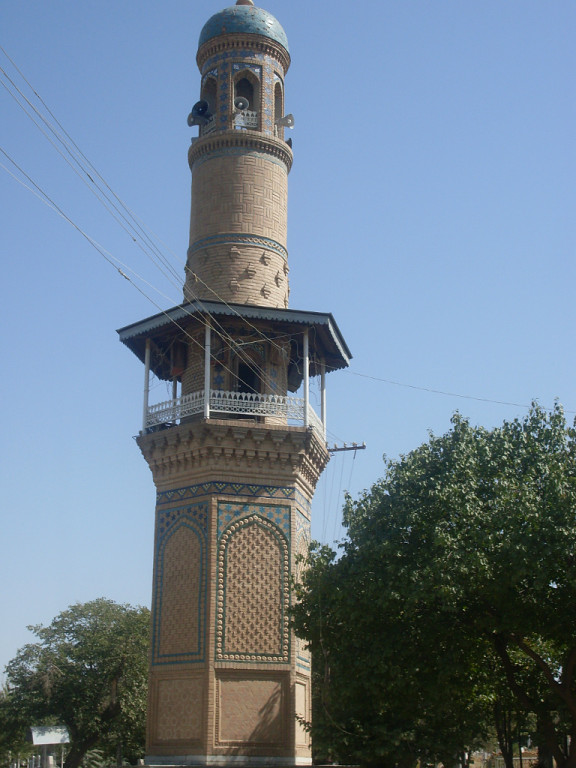
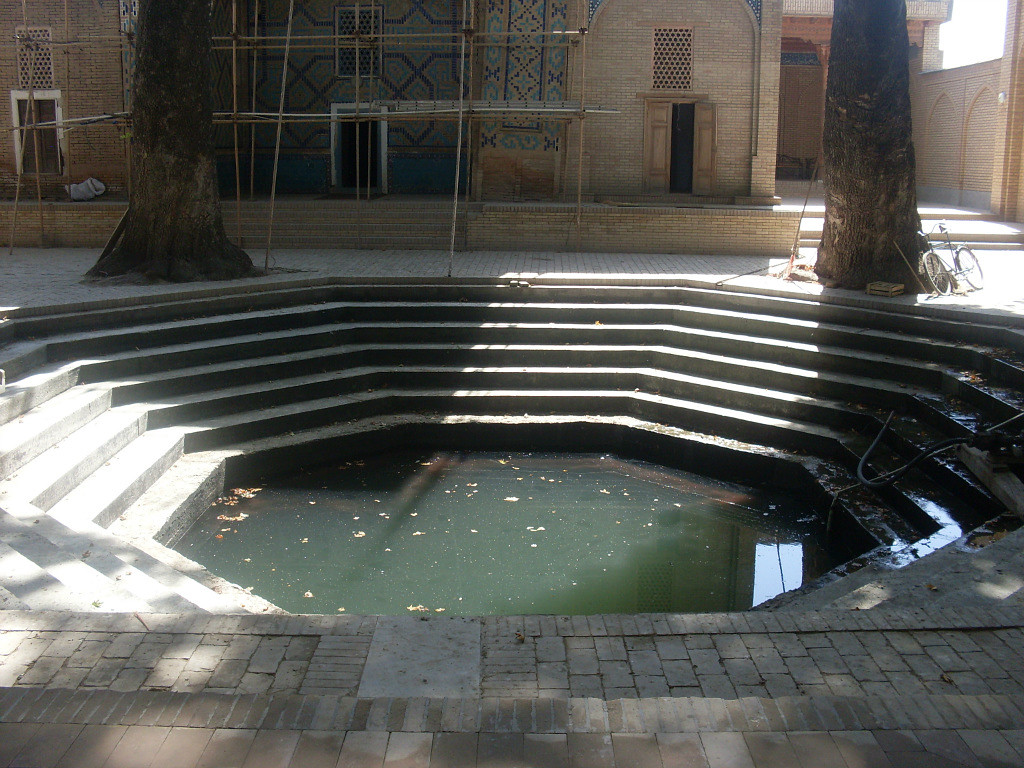